# Josetxo San Mateo
Josetxo San Mateo (Madrid, 1949) és un cineasta espanyol i director de cinema. Va començar la seva carrera com a assistent de director, i amb aquesta qualitat va treballar amb Gillo Pontecorvo, Michelangelo Antonioni i en gairebé totes les pel·lícules de Manuel Gutiérrez Aragón. El 1983 va debutar com a director amb Percusión, protagonitzada per Kevin Ayers. L'èxit li arribaria el 2000 amb Báilame el agua, retrat duríssim del jovent i la droga que va participar en la 45a edició de la Seminci Continuaria el 2002 amb la comèdia Diario de una becaria. la seva darrera pel·lícula, Bullying (2009), tracta sobre l'assetjament escolar i fou candidata a la Bisnaga d'Or al Festival de Màlaga

## Filmografia
- Percusión (1983)
- Pleno al 15 (1999),
- Báilame el agua (2000)
- Diario de una becaria (2002)
- La semana que viene (2005)
- Atasco en la nacional (2007)
- Bullying (2009)